# Liste der Einträge im National Register of Historic Places im Kandiyohi County

Lage des Kandiyohi County in Minnesota

Die Liste der Einträge im National Register of Historic Places im Kandiyohi County in Minnesota führt alle Bauwerke und historischen Stätten im Kandiyohi County auf, die in das National Register of Historic Places aufgenommen wurden.

## Legende
| NRHP | Historic Place    |
| HD   | Historic District |

## Aktuelle Einträge
| [ 2 ] | Name                                                   | Bild                                                   | Eintragsdatum        | Lage                                                                                         | Ort                | Beschreibung |
| ----- | ------------------------------------------------------ | ------------------------------------------------------ | -------------------- | -------------------------------------------------------------------------------------------- | ------------------ | --- |
| 1     | John Bosch Farmstead                                   | John Bosch Farmstead                                   | 1987 ID-Nr. 87000620 | County Road 4 45° 2′ 45″ N, 94° 50′ 17″ W                                                    | Lake Lillian       | Farm eines der Führer der Farmers' Holiday Association                                                                                               |
| 2     | Andreas, Johanna, Anna and Frank E. Broman Farmstead   | Andreas, Johanna, Anna and Frank E. Broman Farmstead   | 1991 ID-Nr. 91000098 | Abseits der County Road 8 zwischen Swan Lake und Kasota Lake 45° 4′ 35,4″ N, 94° 54′ 34,2″ W | Kandiyohi Township | Farm schwedischer Einwanderer mit 1885 im Italianate-Stil errichtetem Farmhaus                                                                       |
| 3     | District No. 55 School                                 | District No. 55 School                                 | 1987 ID-Nr. 87000619 | County Highway 13 45° 0′ 31,5″ N, 95° 2′ 40,5″ W                                             | Willmar            | Stelle, der in Minnesota die Farmers' Holiday Association in den 1930er Jahren gegründet wurde                                                       |
| 4     | Lars and Guri Endreson House                           | Lars and Guri Endreson House                           | 1986 ID-Nr. 86001920 | Abseits des County Highway 5 45° 11′ 1,9″ N, 95° 6′ 22,1″ W                                  | Willmar            | 1858 errichtetes Blockhaus von Einwanderern aus der Zeit des Dakotakrieges von 1862; heute Museum der Historischen Gesellschaft des Kandiyohi County |
| 5     | Hotel Atwater                                          | Hotel Atwater                                          | 1986 ID-Nr. 86001330 | 322 Atlantic Avenue 45° 8′ 14,1″ N, 94° 46′ 55,5″ W                                          | Atwater            | 1904 errichtetes Hotel |
| 6     | Kasota Lake Site                                       | Kasota Lake Site                                       | 2012 ID-Nr. 12000559 | Adresse nicht veröffentlicht                                                                 | Kandiyohi          | Archäologische Stätte mit Präkolumbischen Fundstücken                                                                                                |
| 7     | Lakeland Hotel                                         | Lakeland Hotel                                         | 2012 ID-Nr. 12000006 | 407 Litchfield Avenue Southwest und 302 4th Street Southwest 45° 7′ 16,6″ N, 95° 2′ 53,6″ W  | Willmar            | 1926 errichtetes Hotel |
| 8     | A. Larson & Co. Building                               | A. Larson & Co. Building                               | 1989 ID-Nr. 89000156 | 539 West Pacific Avenue 45° 7′ 19,2″ N, 95° 3′ 3,3″ W                                        | Willmar            | 1876 im Italianate-Stil errichtetes und 1885 erweitertes Geschäftshaus                                                                               |
| 9     | Sibley State Park CCC/Rustic Style Historic District   | Sibley State Park CCC/Rustic Style Historic District   | 1992 ID-Nr. 89001673 | Abseits des US 71 45° 18′ 49,4″ N, 95° 2′ 13,2″ W                                            | New London         | Zwischen 1935 und 1938 vom Civilian Conservation Corps errichtete Gebäude des Sibley State Park                                                      |
| 10    | John M. Spicer House                                   | John M. Spicer House                                   | 1986 ID-Nr. 86001545 | 515 7th Street, Northwest 45° 7′ 32,8″ N, 95° 3′ 16,9″ W                                     | Willmar            | 1873 im neugotischen Stil errichtetes Gebäude |
| 11    | John M. Spicer Summer House and Farm                   | John M. Spicer Summer House and Farm                   | 1986 ID-Nr. 86002292 | 600 South Lake Avenue 45° 14′ 5,3″ N, 94° 53′ 40,8″ W                                        | Spicer             | 1880s–1913 errichtetes Sommerhaus und Modellfarm |
| 12    | Willmar Auditorium                                     | Willmar Auditorium                                     | 1991 ID-Nr. 91000976 | 311 6th Street, Southwest 45° 7′ 14,3″ N, 95° 3′ 1,3″ W                                      | Willmar            | 1938 errichtetes Gebäude |
| 13    | Willmar Hospital Farm for Inebriates Historic District | Willmar Hospital Farm for Inebriates Historic District | 1986 ID-Nr. 86001535 | Abseits des US 71 45° 8′ 31,7″ N, 95° 1′ 5,9″ W                                              | Willmar            | 1912–1933 von dem Architekten Clarence H. Johnston, Sr. errichteter Klinikkomplex                                                                    |
| 14    | Willmar Tribune Building                               | Willmar Tribune Building                               | 2007 ID-Nr. 07000425 | 311 4th Street, Southwest 45° 7′ 15,7″ N, 95° 2′ 51,4″ W                                     | Willmar            | 1920 errichtetes Zeitungsgebäude |

## Frühere Einträge
| [ 2 ] | Name                      | Bild                      | Eintragsdatum        | Lage                                                                                    | Ort                  | Beschreibung                                                      |
| ----- | ------------------------- | ------------------------- | -------------------- | --------------------------------------------------------------------------------------- | -------------------- | ----------------------------------------------------------------- |
| 1     | Mount Tom Lookout Shelter | Mount Tom Lookout Shelter | 1992 ID-Nr. 91002030 | Abseits des US 71, südöstlich der Kreuzung mit der MN 9 45° 19′ 34,3″ N, 95° 1′ 57,4″ W | Lake Andrew Township | 1938 errichtet; 1993 nach einem Umbau aus dem Register gestrichen |